# Samart Sorndaeng
Samart Sorndaeng (taj. สามารถ ศรแดง) (ur. 10 sierpnia 1936 roku w Nakhon Ratchasimie) – tajski bokser, który w ciągu swojej kariery stoczył 19 walk (161 rund), w tym 10 wygranych (4 nokauty) i 8 przegranych (3 nokauty).

## Tabela wyników
| Nr | Rezultat   | Rekord | Przeciwnik         | Rodzaj | Rundy   | Data                 | Miejsce                  |
| -- | ---------- | ------ | ------------------ | ------ | ------- | -------------------- | ------------------------ |
| 19 | Porażka    | 10–8   | Takao Maemizo      | KO     | 3 (10)  | 10 marca 1964        | Tokio                    |
| 18 | Porażka    | 10–7   | Shigemasa Kawakami | PTS    | 10 (10) | 5 lutego 1964        | Tokio                    |
| 17 | Porażka    | 10–6   | Apidej Sithiran    | TKO    | 3 (0)   | 26 listopada 1963    | Bangkok                  |
| 16 | Porażka    | 10–5   | Masao Gondo        | PTS    | 10 (10) | 12 sierpnia 1962     | Bangkok                  |
| 15 | Zwycięstwo | 10–4   | Shigemasa Kawakami | KO     | 9 (10)  | 22 lipca 1962        | Tokio                    |
| 14 | Zwycięstwo | 9–4    | Terry Flores       | KO     | 9 (0)   | 21 marca 1962        | Bangkok                  |
| 13 | Porażka    | 8–4    | Fumio Kaizu        | KO     | 7 (12)  | 17 października 1961 | Tokio                    |
| 12 | Zwycięstwo | 8–3    | Fumio Kaizu        | PTS    | 12 (12) | 13 lipca 1961        | Bangkok                  |
| 11 | Porażka    | 7–3    | Fumio Kaizu        | PTS    | 12 (12) | 5 stycznia 1961      | Tokio                    |
| 10 | Zwycięstwo | 7–2    | Del Flanagan       | PTS    | 10 (10) | 3 listopada 1959     | Stadion Lumpini, Bangkok |
| 9  | Porażka    | 6–2    | Hector Constance   | PTS    | 10 (10) | 5 kwietnia 1958      | Bangkok                  |
| 8  | Zwycięstwo | 6–1    | Rocky Kalingo      | PTS    | 10 (10) | 12 października 1957 | Bangkok                  |
| 7  | Zwycięstwo | 5–1    | Hachiro Tatsumi    | PTS    | 10 (10) | 29 czerwca 1957      | Bangkok                  |
| 6  | Remis      | 4–1    | George Barnes      | PTS    | 10 (10) | 3 marca 1957         | Bangkok                  |
| 5  | Zwycięstwo | 4–1    | Cho-Soung Koo      | PTS    | 10 (10) | 20 stycznia 1957     | Bangkok                  |
| 4  | Zwycięstwo | 3–1    | Billy Stanley      | KO     | 2 (0)   | 5 stycznia 1957      | Bangkok                  |
| 3  | Zwycięstwo | 2–1    | Steve Tony         | KO     | 4 (0)   | 16 września 1956     | Bangkok                  |
| 2  | Zwycięstwo | 1–1    | Kenji Fukuchi      | PTS    | 10 (10) | 5 sierpnia 1956      | Bangkok                  |
| 1  | Porażka    | 0–1    | Supachai Sarakam   | PTS    | 10 (10) | 5 lipca 1954         | Bangkok                  |